# Malcolm Allison
Malcolm Alexander Allison (Dartford, 5 de setembro de 1927 – Trafford, 14 de outubro de 2010) foi um futebolista e treinador de futebol inglês.